# Айн-Дара
Айн-Дара (современное название) — древнейший храм на территории современной Сирии. В конце января 2018 года храм был частично разрушен в ходе турецких бомбардировок курдских позиций (Операция «Оливковая ветвь»).

## Местоположение и периодизация
Айн-Дара — храм сиро-хаттского периода (между X и VIII вв. до н. э.).
Географически находится в 67 км к северо-западу от города Алеппо в северной Сирии, в исторической Киликии (рядом с сирийско-турецкой границей).
Храм построен на террасе, «телле-акрополе», с крутыми склонами, с которой открывается вид на долину Африн. Территория разделена на две части, верхний акрополь — возвышающийся на 27 м над окружающей равниной, и нижний, который охватывает площадь в 60 акров (прим. 24 га.).

## История
Открытие храма было последствием случайной находки огромного базальтового льва в 1955 году.
Археологические раскопки в 1956, 1962, 1964 годах были проведены Морисом Дюнаном и Feisal Seirafi (Фейсал Сейрафи).
Археологические раскопки в 1976 году были продолжены Али Абу-Ассафом, который обнаружил храм и сделал вывод, что он был построен в три структурных этапа в период примерно с 1300 г. до н. э. до 740 г. до н. э. Первый этап — от 1300 г. до н. э. до 1000 г. до н. э., второй этап — от 1000 г. до н. э. до 900 г. до н. э., и третий этап — от 900 года до н. э. до 740 года до н. э.
Айн-Дара построен из трех частей разных по структуре блоков базальта на известняковом фундаменте.
Есть предположение, что храм вероятно обладал глиняной крышей на основе деревянных панелей, которые не сохранились.
На полу вырезаны отпечатки человеческих ступней, длинной около 1 метра длиной. Продолжаются споры относительно того, кому храм был посвящён: одни полагают, что храм посвящён Иштар (богине плодородия), другие относят его к Астарте, или богу Ваалу.

## Экстерьер
Двор, построенный из песчаника, обеспечивает подход к храму. Двор вымощен каменными плитами, кое-где видны известняковые остатки ритуальных бассейнов (чаш).
Храм, имеющий размер 30×20 м, выступает с юго-востока.
Его внешний вид включает рельеф с изображением херувимов.
Входное крыльцо, или портик, отмечено двумя базальтовыми колоннами и широким коридором (без крыши), и были частью открытый внутренний двор.
Входные колонны указывают на культовое значение сфинкса и двух львов.

## Интерьер храма
Основные элементы внутри храма включают: крыльцо, средний зал, и внутреннюю комнату, или святилище. Стены среднего зала размером в 6 метров (20 футов) на 15,5 метров (51 фут) украшены барельефами со львами и множеством панно, напоминающих окна. Площадь главного зала — 16 метров (52 фута) на 16 м. (52 фута); в задней части этого зала, рельефы и стела были добавлены как часть святилища. Есть также базальтовые рельефы и в нижней части стенных панелей. Возвышающийся подиум (высотой в 75 см, или 2,5 фута высотой), ниша, и вторичная стена также являются частью видимого пространства.
В небольшом святилище, расположенном в самой глубине храма, можно увидеть резные розетки и канавки на стене, которые указывают на прежнее присутствие деревянных панелей. Рампа[уточнить] соединяет главную комнату с платформой и святилищем. В задней стене святилища имеется ниша, в которой, вероятно, находилась статуя бога или богини. Мощёные полы и стенные барельефы видны в многоэтажных коридорах, высотой в три этажа, охватывающие храм с трёх сторон. Имеется по крайней мере один южный вход. Резьба в виде цифры «восемь» видна на двух ложных оконных нишах, которые были врезаны в стены храма. Все эти детали были датированы первым или вторым этапом создания храма, материалы найденные на месте, указывают на дополнения, сделанные в третьей фазе строительства, «амбулатрия с боковыми комнатами по трём сторонам храма». Также было предположено, что эти комнаты были частью уже существующей платформы храма, и не связаны с основным храмом.

## Следы в храме
Среди прочего, в Айн-Даре обнаружены выдавленные или вырезанные в камне:
С левой стороны: бог оставил след (3 фута, или ок. 0,91 м в длину).
С правой стороны следы бога (3 фута, или около 0,91 м в длину).
Пара больших, босых следов, каждая около метра (3 фута 3 дюйма) в длину врезаны в каменный пол портика, вслед за ними, одним резной след, и ещё один след врезан в порог, «обозначая шествие божества в целлу храма».
Высказывалась гипотеза что эти отпечатки ног принадлежат неустановленным «огромным когтистым тварям». Предварительный вывод — правый след, находящийся на расстоянии около 10 метров (33 футов) от первого, должен быть оставлен человеком или божеством 20-метрового роста (65 футов). Однако замечено, что божества из храма Айн-Дара (согласно барельефам) носили «туфли с загнутыми вверх носками». Следовательно, предположение, что следы принадлежат богу или человеку, ставятся под сомнение.

## Сходство с храмом Соломона
Историки Филип Кинг и Лоренс Стейджер также отмечали сходство с Храмом Соломона, описанного в Книге Царей. Форма храма в Дара схожа с формой Библейского Храма, в котором тоже была большая длинная комната с трёхкомнатным портиком у входа, а за ним — главная зала и святилище. Разница только в переднем помещении, который был добавлен позже в Айн—Дара. Размер Храма Соломона был 35 м на 9 м. (115 футов на 30 футов), в то время как Аийн Дара размером 30 м в длину на 20 м в ширину не считая боковых помещений.
Другие общие черты включают: местоположение — построены на высоком месте, с видом на город; оба возведены на приподнятой платформе, с узким портиком и крышей, поддерживаемой колоннами. В обоих — рельефы на стенах, и резные украшения со схожими мотивами, есть приподнятый подиум. 33 архитектурных элемента найденных в Айн—Даре, совпадают с 65-ю признаками, упомянутыми в библейском описании Храма Соломона.